# Skeleton-Anschubweltmeisterschaft 2004
Die Skeleton-Anschubweltmeisterschaft 2004 am 3. Juli wurde in Leipzig durchgeführt. Sie fanden zum ersten Mal parallel zu den schon länger stattfindenden Bobsport-Anschubwettbewerben statt. Die Teilnehmer gehörten abgesehen von den deutschen Startern vor allem zu den weniger bedeutenden Skeleton-Nationen, bei den Frauen waren nur zwei Athletinnen am Start.
Durchgeführt wurde die Veranstaltung gegenüber dem Leipziger Hauptbahnhof, wo eine 150 Meter lange Rollbahn aufgebaut wurde, auf der auf einer Länge von 45 Metern die Zeit genommen wurde. Insgesamt wurden drei Durchgänge durchgeführt, deren Ergebnisse addiert wurden. Die Veranstaltung litt unter regnerischem Wetter.

## Männer
| Platz | Sportler             | Zeit    |
| ----- | -------------------- | ------- |
| 1     | Alexander Tretjakow  | 13,61 s |
| 2     | Alexander Archipenko | 14,56 s |
| 3     | Daniel Mächler       | 14,71 s |
| 4     | Frank Kleber         |         |
| 5     | Michi Halilovic      |         |

Datum: 3. Juli 2004. Am Start waren insgesamt fünf Teilnehmer.

## Frauen
| Platz | Sportler        | Zeit    |
| ----- | --------------- | ------- |
| 1     | Kerstin Jürgens | 16,32 s |
| 2     | Anja Huber      | 16,46 s |

Datum: 3. Juli 2004. Am Start waren insgesamt zwei Teilnehmerinnen.